# Ettore Mattei
Ettore Mattei (Livorno, Italia, 1851- Buenos Aires, Argentina, 8 de junio de 1915) fue un anarquista italiano que se destacó como uno de los organizadores del movimiento obrero y el movimiento anarquista en Argentina. 

## Biografía
Nació en Livorno en 1851 y militó en la tendencia libertaria de la Primera Internacional. Posteriormente emigró de Italia, actuando en Marsella (Francia) y Barcelona (España), pasando finalmente a Buenos Aires en 1880. En esta ciudad trabajó como tenedor de libros. 
Mattei conformó un grupo de italianos anarquistas que distribuían periódicos europeos gratuitamente, entre los que figuraban La Questione Sociale e Il Paria, ambos en lengua italiana y La Révolte de París. En Argentina se convirtió en el principal propagandista del anarquismo hasta la llegada de Errico Malatesta, en 1885. Junto con este fundaron el sindicato de panaderos, denominada Sociedad Cosmopolita de Resistencia y Colocación de Obreros Panaderos. Mattei fue secretario gremial y editor del periódico del sindicato, El Obrero Panadero. Además, fundó el "Circolo Comunista Anarchico" en 1884, y el periódico Il Socialista. Organo dei Lavoratori. Se cree que entre Mattei y Malatesta existía algún tipo de desencuentro, ya que con excepción de la organización del sindicato de panaderos, jamás volvieron a trabajar juntos. Uno de los principales colaboradores de Mattei fue Francesco Momo, también oriundo de Livorno; otros destacados integrantes del "Circolo Comunista Anarchico" eran Marino Garbaccio (panadero), Miguel Fazzi (ebanista) y Washington Marzorati (grabador), junto a una docena de integrantes más.

Producto de la labor emprendida en Buenos Aires por Malatesta, Mattei y el resto de los anarquistas italianos y europeos en general fue la aparición, entre 1886 y 1889, de cuatro manifiestos comunista-anrquicos, el primero de los cuales fue emitido el 13 de diciembre de 1886 para protestar contra una resolución de la Comisión de Higiene Pública. Dicha resolución estaba ligada a la epidemia de cólera que por entonces azotaba a la ciudad. A consecuencias de la aparición de ese manifiesto fueron procesados y encarcelados por breve tiempo Ettore Mattei y otros tres ácratas italianos : Victorio Cavola, E. Grandi y E. Malnatti. El segundo manifiesto fue publicado en noviembre de 1888 y hacía referencia a los sucesos de Chicago que culminaron con la ejecución de varios anarquistas inmigrados al país del norte. El tercer y cuarto manifiestos se elaboraron en 1889.
Accurso Ricardo, Un Anarquista Italiano en La Argentina del Siglo XIX: Errico Malatesta

En 1888 participó de la exitosa huelga del gremio de los panaderos y en la organización del sindicato de zapateros. Hacia 1897 Mattei estaba entre los promotores del "Círculo Internacional de Estudios Sociales" y de la fundación de una "Casa del Pueblo". Además, participó en 1901 y 1902 como delegado durante los primeros congresos de la Federación Obrera Argentina, integrando el Comité Administrativo de la organización. También colaboró con el prestigioso periódico La Protesta, decano del anarquismo argentino.
Murió en Buenos Aires el 8 de junio de 1915.